# Pretty Woman
Pretty Woman è un film del 1990, diretto da Garry Marshall e interpretato da Richard Gere e Julia Roberts.
La pellicola è considerata da molti critici come uno dei più grandi successi del proprio genere, ha lanciato la carriera di Julia Roberts e ha ottenuto un incasso di circa 463,4 milioni di dollari.
Nel 2018, a Broadway, è andato in scena il musical Pretty Woman - The Musical, con musica e testi di Bryan Adams e Jim Vallance, con regia e coreografie di Jerry Mitchell.

## Trama
Edward Lewis è un affarista miliardario: la sua strategia lavorativa consiste nell'acquistare compagnie con difficoltà economiche, sull'orlo del fallimento, per poi rivenderle in piccole parti, in modo che il ricavo di vendita sia di gran lunga superiore al costo sostenuto per l'acquisto. Mentre si trova sulla Hollywood Boulevard per chiedere indicazioni, incontra una giovane prostituta di nome Vivian Ward, che si dimostra disposta ad aiutarlo in cambio di una piccola somma di denaro. Saliti in macchina, i due raggiungono l'hotel dove doveva recarsi Edward e passano la notte insieme. Il giorno dopo Edward propone alla ragazza un "affare": restare con lui per l'intera settimana a un prezzo da capogiro. La ragazza, senza troppe esitazioni, accetta. Oltre alla cifra che dovrà pagare, Edward si impegna anche a comprarle qualche vestito da indossare durante una cena di affari.
Vivian si dirige così con dei contanti dati da Edward a fare shopping sulla Rodeo Drive, ma viene snobbata dalle commesse che la deridono a causa della sua apparenza trascurata e volgare. Inizialmente anche il direttore dell'albergo Barney Thompson si dimostra sorpreso, ma decide comunque di aiutarla a comprare un vestito. Edward ritorna ed è visibilmente stupito dalla trasformazione di Vivian. Durante la cena di lavoro, Edward fa presente di voler acquistare e poi smantellare la società di James Morse e quest'ultimo, arrabbiato, abbandona la cena insieme a suo nipote. La mattina dopo, Vivian racconta a Edward ciò che le era accaduto il giorno prima sulla Rodeo Drive e i due si dirigono nuovamente in quella strada ma in un negozio diverso.
Dopo aver mostrato le carte di credito al direttore e avergli intimato di trattare la ragazza con tutti i riguardi, Edward lascia il negozio. Così Vivian compra un'ingente quantità di abiti, poi passa dal primo negozio umiliando le commesse che l'avevano snobbata e fa il suo ritorno in hotel. Il giorno seguente, Edward porta Vivian a una partita di polo. Mentre Vivian chiacchiera con David Morse, il nipote dell'uomo coinvolto in affari con Edward, Philip Stuckey (avvocato di Edward) comincia a preoccuparsi dell'onestà della ragazza e chiede se ci sono possibilità che lei sia una spia. Edward lo rassicura dicendogli che è una prostituta, così Philip va da lei e dopo essersi offerto di assumerla una volta finito con Edward, la insulta.
Quando tornano in albergo, lei si dimostra furiosa con Edward per aver raccontato a Philip la sua professione e decide così di andarsene, ma lui riesce a fermarla davanti all'ascensore e la convince, scusandosi, di portare a termine la settimana. Il giorno successivo, Edward lascia il lavoro prima del solito e porta Vivian a vedere uno spettacolo a San Francisco con il suo jet privato. Una volta ritornati all'hotel, i due giocano a scacchi e Vivian convince Edward a prendersi un altro giorno di ferie. Così la mattina dopo i due trascorrono l'intera giornata insieme, e, una volta fatto ritorno in hotel, fanno l'amore. Poco prima di addormentarsi tra le braccia di Edward, Vivian ammette di essersi innamorata di lui.
Durante la colazione del giorno successivo, Edward offre a Vivian un appartamento in cui vivere così da poter continuare a vederla. Lei si sente però offesa dalla proposta e la rifiuta. Edward va così a lavorare senza risolvere la questione. Intanto Kit, la giovane prostituta che coabita con Vivian, raggiunge quest’ultima e si rende conto che l'amica è innamorata di Edward. Nel frattempo Edward si incontra con il signor Morse per chiudere l'affare, ma decide di non comprare più l'attività e anzi, si offre di aiutarla economicamente. L'avvocato Stuckey chiede spiegazioni a Edward, ma quest'ultimo se ne va senza rispondere. Poco dopo l'avvocato raggiunge l'hotel in cui Edward alloggia, ma trova Vivian e cerca di violentarla. Edward arriva giusto in tempo per fermare Philip e lo butta fuori dalla stanza licenziandolo. Edward cerca di convincere Vivian a rimanere con lui solo nel caso lo volesse e non per i soldi, ma lei rifiuta ancora e ritorna all'appartamento che condivide con Kit. Dopo aver donato un po' di soldi alla sua amica, che userà per frequentare una scuola d'estetista che le permetterà di togliersi dalla strada, Vivian decide di partire per San Francisco per riprendere gli studi e vivere una vita migliore. Edward sale in macchina con l'autista e, anziché andare all'aeroporto dove era diretto, raggiunge l'appartamento di Vivian passando per la scala antincendio nonostante soffra di vertigini. Lì lui le dichiara il suo amore e infine i due si baciano appassionatamente.

## Produzione
In origine Pretty Woman doveva essere un film drammatico. La relazione tra Vivian e Edward aveva anche temi controversi, tra cui la dipendenza dalla droga di Vivian: una parte del patto era infatti che non doveva drogarsi per una settimana. Nella versione originale è presente anche una scena in cui Edward butta fuori Vivian dalla sua auto e se ne va. Tutte queste parti della sceneggiatura vennero considerate dannose per la rappresentazione simpatica di lei dal produttore esecutivo, Laura Ziskin. Tali scene vennero così rimosse e incorporate nel personaggio dell'amica di Vivian, Kit.
Il titolo originale doveva essere 3000, riferimento alla cifra che Edward pagava a Vivian per passare una settimana con lei.

### Cast
La ricerca degli attori per Pretty Woman fu un processo piuttosto lungo. Il regista Marshall aveva inizialmente preso in considerazione Christopher Reeve, Daniel Day-Lewis, Denzel Washington e Al Pacino per il ruolo del miliardario Edward Lewis. Anche per la parte di Vivian ci furono varie considerazioni. Inizialmente infatti, il regista offrì la parte a Karen Allen, Meg Ryan, Michelle Pfeiffer, Molly Ringwald, Daryl Hannah, Jennifer Jason Leigh e Valeria Golino. Quando tutte le attrici rifiutarono il ruolo, il regista decise di affidare la parte a Julia Roberts, allora poco conosciuta, che proprio con questo film si affermò come una delle migliori attrici del momento.
Il regista compare nel film nei panni del senzatetto a cui Edward chiede indicazioni stradali.

### Riprese
Le riprese del film – durate dal 24 luglio al 18 ottobre 1989 – vennero girate principalmente a Los Angeles, in California, precisamente a Beverly Hills, mentre quelle dell'hotel furono effettuate presso l'Hotel Ambassador di Los Angeles.

## Colonna sonora
Pretty Woman è noto anche per la colonna sonora di notevole successo, che riprende la canzone del 1964 Oh, Pretty Woman di Roy Orbison, che ha ispirato il titolo del film. Il sottofondo musicale è stato composto da James Newton Howard. Intitolata He Sleeps / Love Theme, questa composizione per pianoforte è ispirata a Racing in the Street di Bruce Springsteen. Figurano inoltre i seguenti pezzi:
1. Wild Women Do - Natalie Cole
2. Fame '90 - David Bowie
3. The King Of Wishful Thinking - Go West[12]
4. Tangled - Jane Wiedlin
5. It Must Have Been Love - Roxette
6. Life In Detail - Robert Palmer
7. No Explanation - Peter Cetera
8. Real Wild Child (Wild One) - Christopher Otcasek
9. Fallen - Lauren Wood
10. Show Me Your Soul - Red Hot Chili Peppers

Sono presenti nelle scene anche tre diversi estratti dall'opera La traviata di Giuseppe Verdi. Il pezzo per pianoforte che Richard Gere suona nella hall dell'hotel, intitolato He sleeps, è stato composto e interpretato dall'attore stesso.

## Distribuzione
Il film è uscito nelle sale statunitensi il 23 marzo 1990. In Italia, invece, è stato distribuito a partire dal 14 luglio dello stesso anno.
Nella locandina del film il corpo di Julia Roberts è un fotomontaggio ed è in realtà quello dell'attrice Shelley Michelle che fece anche da controfigura alla Roberts per le inquadrature sexy.

### Doppiaggio italiano
L'edizione italiana del film è a cura del dialoghista Sergio Jacquier per conto della Royfilm. Il doppiaggio, diretto da Manlio De Angelis con l'assistenza di Maria Rita Amari, fu eseguito negli stabilimenti della International Recording con le voci della C.D.C.

## Accoglienza

### Incassi
Con un budget di circa 14 milioni di dollari, la pellicola fu un enorme successo al botteghino. Il film guadagnò 178 406 268 dollari negli Stati Uniti d'America e altri 285 milioni di dollari nel resto del mondo per un totale di 463 406 268 dollari. Pretty Woman divenne così il quarto film di maggior incasso del 1990 negli Stati Uniti e il terzo maggior incasso in tutto il mondo.

### Critica
Il film ricevette pareri positivi da parte della critica. Venne elogiata in particolare l'interpretazione di Julia Roberts nel ruolo della giovane prostituta che le valse una candidatura all'Oscar alla miglior attrice nel 1991. Secondo l'aggregatore di recensioni Rotten Tomatoes, il film ha ottenuto un indice di apprezzamento del 66% e un voto di 6,10 su 10 sulla base di 74 recensioni. Il consenso critico del sito recita: «Pretty Woman potrebbe essere una fantasia yuppie, ma l'umorismo brillante, la colonna sonora e il casting possono superare i dubbi». Su Metacritic, il film ha ottenuto un voto di 51 su 100 sulla base di 18 recensioni, indicando recensioni «miste o nella media».

## Riconoscimenti
- 1991 – Premio Oscar
  - Candidatura Miglior attrice protagonista a Julia Roberts
- 1991 – Golden Globe
  - Miglior attrice in un film commedia o musicale a Julia Roberts
  - Candidatura Miglior film commedia o musicale
  - Candidatura Miglior attore in un film commedia o musicale a Richard Gere
  - Candidatura Miglior attore non protagonista a Héctor Elizondo
- 1991 – Premio BAFTA
  - Miglior attrice non protagonista a Laura San Giacomo
  - Candidatura Miglior film a Arnon Milchan, Steven Reuther e Garry Marshall
  - Candidatura Miglior attrice protagonista a Julia Roberts
  - Candidatura Migliore sceneggiatura originale a J.F. Lawton
  - Candidatura Migliori costumi a Marilyn Vance
- 1991 – Premio César
  - Candidatura Miglior film straniero a Garry Marshall
- 1991 – David di Donatello
  - Candidatura Miglior attrice straniera a Julia Roberts
- 1990 – BMI Film & TV Award
  - Miglior colonna sonora a James Newton Howard
  - Miglior canzone (It Must Have Been Love) a Per Gessle
- 1991 – Kids' Choice Award
  - Miglior attrice protagonista a Julia Roberts
- 1991 – People's Choice Award
  - Miglior film commedia
- 1991 – WGA Award
  - Candidatura Miglior sceneggiatura originale a J.F. Lawton
- 1990 – Golden Screen
  - Golden Screen con una stella
- 1991 – Golden Screen
  - Golden Screen
- 1990 – Jupiter Award
  - Miglior attrice internazionale a Julia Roberts

## Sequel
Alle insistenti voci che per anni avrebbero voluto un sequel di Pretty Woman, Richard Gere non ha mai risposto, mentre l'attrice Julia Roberts ha sempre chiarito la sua posizione, definendosi troppo in là con gli anni per tornare a ricoprire quel ruolo.